# Flavien Michelini
Pour les articles homonymes, voir Michelini.
Flavien Michelini, né le 20 juillet 1986 à Rillieux-la-Pape (France), est un footballeur français. Il mesure 1,72 m pour 68 kilos et évolue au poste de milieu de terrain offensif au FC Limonest depuis janvier 2017.

## Carrière
Flavien Michelini fait ses débuts au FC Gueugnon en 2007. Membre de l'équipe réserve, il se contentera d'une seule apparition avec l'équipe fanion en Coupe de la Ligue le 28 août 2007 face à Troyes (défaite 2-0). Sur le banc aux côtés d'Aly Cissokho, il entre en jeu à la 70e minute en jeu en remplaçant Frédéric Fouret.
Pendant la trêve hivernale, Flavien Michelini quitte Gueugnon pour Compiègne, pensionnaire de CFA. Il joue ensuite une saison et demie pour le SO Romorantin avant de s'envoler pour Singapour.
Retenu pour faire partie de l'Étoile FC, nouveau club composé de joueurs français évoluant dans le Championnat de Singapour, Flavien Michelini marque le premier but de l'histoire du club le 12 février 2010 face au Beijing Guoan.
À l'issue de cette saison, Michelini quitte l'Étoile FC comme la majeure partie de l'effectif. En janvier 2011, il retourne à son club formateur, le FC Gueugnon. Titulaire régulier, l'aventure prend cependant fin au mois d'avril, lorsque le club bourguignon est liquidé. Sans club et sans proposition concrète, Flavien Michelini retente sa chance en Asie et accepte la proposition du club thaïlandais du Bangkok Glass FC, ou évolue son compatriote Sylvain Idangar. Il y reste deux saisons, avant de s'engager en 2015 au Ratchaburi FC pour 6 mois.
En 2015, il retourne en France, et évolue un an et demi avec l'UGA Decines. Début 2017, il part dans le club voisin de Limonest, en Nationale 3.

## Palmarès
- Championnat de Singapour
  - Vainqueur : 2010

- Coupe de la Ligue de Singapour
  - Vainqueur : 2010